# Березневі події в Баку (1918)
Березневі події (азерб. Mart Hadisələri) — міжетнічні сутички, що відбулись у березні 1918 року, що призвели до багатотисячних жертв, в основному, серед мусульман у Баку й інших населених пунктах Бакинської губернії. Активну роль в антимусульманських погромах відіграли збройні загони вірменської партії «Дашнакцутюн».

## Передумови
Після Жовтневого перевороту в Росії, на Південному Кавказі, у том числі й у Баку виник вакуум влади. Бакинська рада, у якій провідну роль відігравали більшовики й есери різних течій, фактично контролювала владу в місті. Серед лідерів місцевих більшовиків на передових позиціях перебували етнічні вірмени на чолі з Степаном Шаумяном, який був головою Бакинської ради й надзвичайним комісаром у справах Кавказу. Частини Червоної Армії Бакинської ради також складались переважно з вірменів, і серед командирів було немало членів партії Дашнакцутюн.
Вірменські солдати, пам'ятаючи про геноцид 1915 року та спостерігаючи жорстокість з боку турецької армії, повертались до Вірменії для захисту вірменського населення. Війська, що відступали, вважали себе загнаними у пастку між турецькою армією й місцевими мусульманами, що сприймались ними як «п'ята колона». Мусульманське населення, яке в основному було лояльним до Російської імперії під час Першої світової війни, відтоді почало озброюватись для самооборони й чекати приходу турків як визволителів, чим підтверджувало прогнози своїх противників. Перші сутички почались улітку 1917 року. Центром насильства став багатонаціональний Баку, у якому були зосереджені російські, віремнські та азербайджанські війська. Поступово провідною силою в регіоні стала Бакинська рада, головну роль в якій відігравали соціал-демократи й есери. Інтереси мусульманського населення представляла партія Мусават, яку практично не допускали до участі в органах влади міста Баку. Збройна міліція складалась із колишніх російських армійських частин і вірменських загонів під керівництвом дашнаків. Ті умови підготували підґрунтя для березневих подій, коли російські та дашнакські війська, що підпорядковувались Раді, намагаючись установити контроль над бакинськими вулицями, зіштовхнулись зі збройними мусульманськими групами.

## Сутички в Баку

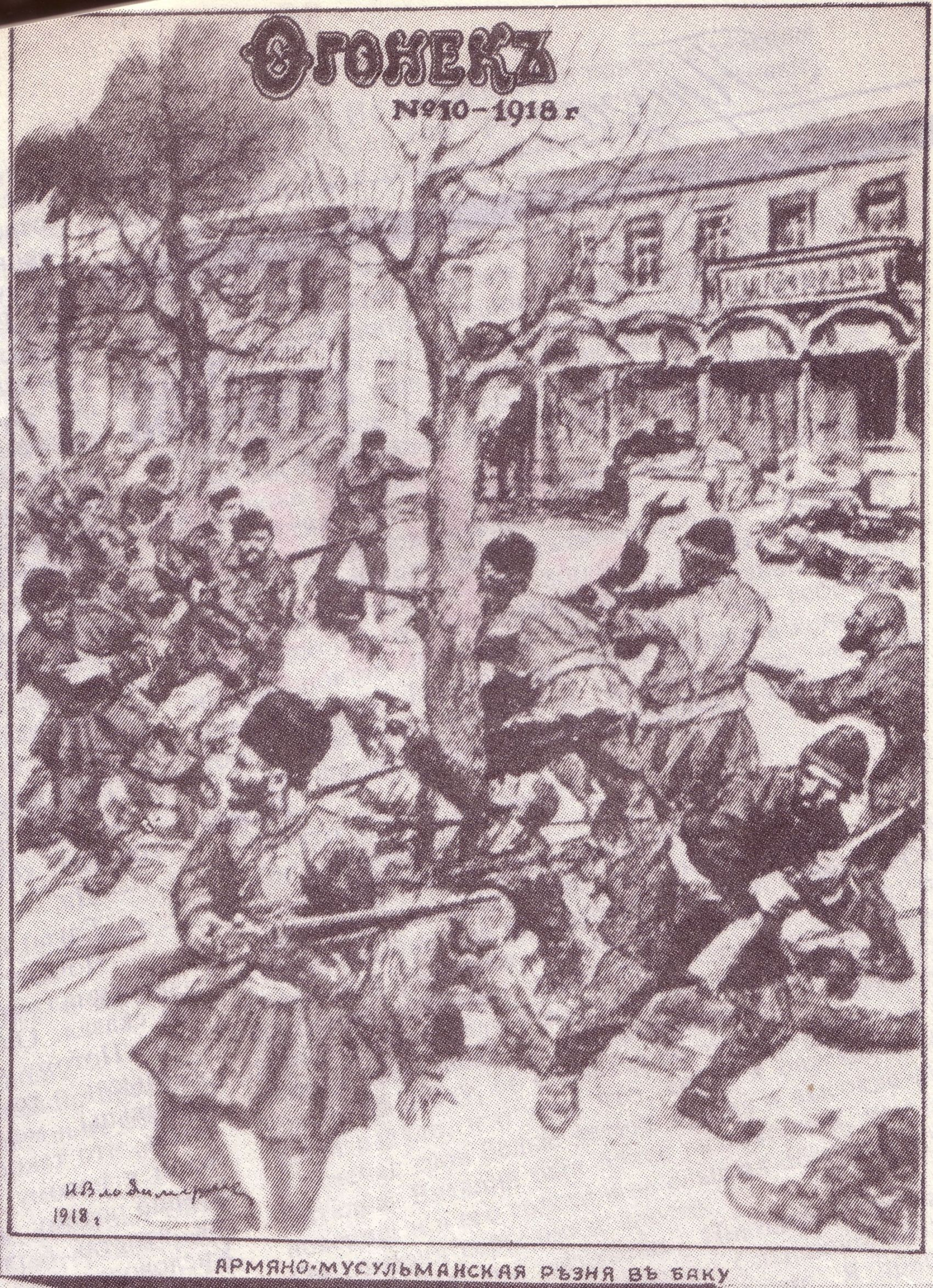
«Вірменсько-мусульманська різанина в Баку». Обкладинка журналу «Огонёк» № 10-1918

Березневі події почались, за версією мусульманської сторони, коли Бакинська рада без жодних на те підстав роззброїла та затримала невеликий азербайджанський збройний загін, що прибув як почесна варта на поховання сина азербайджанського міліонера Тагиєва.
27 (15) березня 1918 року на пароплаві «Евеліна» з Ленкорані до Баку прибув загін з п'ятдесяти офіцерів і солдат сформованого Бакинським Мусульманським національним комітетом Ленкоранського кінного дивізіону на чолі з генералом Талишинським. Вони збирались взяти участь у похованні свого співслужбовця, сина міліонера Гаджи Тагиєва — Мамеда, якого було вбито під час сутичок між мусульманськими й російсько-вірменськими частинами в місті Ленкорань. Після поховання військовослужбовці дивізіону мали намір 29 (17) березня відпливти на тому ж пароплаві назад у Ленкорань. Однак керівники Бакинської ради не дозволили кораблю відпливти й висунули ультиматум, зажадавши від військовослужбовців за 24 години здати свою зброю. Намагаючись попередити загострення подій, 18 березня військовослужбовці дивізіону погодились здати зброю. Однак роззброєння азербайджанських військовиків, які намагались поїхати з міста, спричинило обурення мусульманського населення міста, яке сприйняло це як образу вбитого горем Тагиєва-батька та провокацію, оскільки вимоги про роззброєння не поширювались на інші етнічні й партійні збройні формування, що були в місті. 30 (18) березня в різних частинах міста почали будуватись барикади й виникати стихійні мітинги з вимогами повернути військовим конфісковану у них зброю чи ж роззброїти й інші етнічні формування.

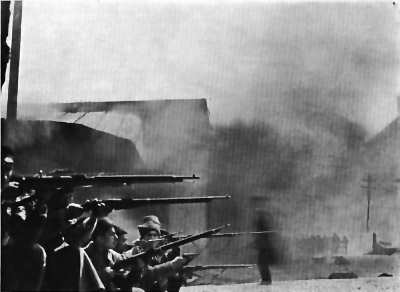
Озброєні вірмени в районі спаленого азербайджанського («татарського» за тогочасною термінологією) базару. Баку, березень 1918

Іншу версію висловлює британський дослідник Пітер Гопкірк. Відповідно до неї, хоч Шаумяну і вдалось сформувати коаліцію між більшовиками, вірменами та мусульманами, однак така рівновага була крихкою. Мусульмани остерігались зміцнення вірменів, яких озброювала британська армія, та звернулись до одновірців по допомогу. Сутички почались з прибуття 30 березня в порт Баку збройних підрозділів мусульманської Дикої дивізії. Відряджені для догляду чиновники були обстріляні, декого з них було вбито. Сили більшовиків, що підійшли, роззброїли підрозділи, що прибули. Однак після відправки до Баку додаткових загонів Дикої дивізії місто стало полем битви.
Того ж дня у квартирі більшовика Нарімана Наріманова почались перемовини між керівником Бакинської ради Шаумяном і лідером Мусавату Мамедом Расулзаде. Сторони майже дійшли згоди про повернення конфіскованої зброї, коли надійшла інформація про провокаційний обстріл кінного загону Червоної Армії на Шемахінській вулиці. Лідери більшовиків одразу ж звинуватили в інциденті азербайджанців, хоча винуватців інциденту встановлено не було, й перервавши перемовини, почали проти них активні бойові дії. У подальшому Шаумян визнавав, що скористався тим інцидентом для знищення опозиції в особі Мусавату.

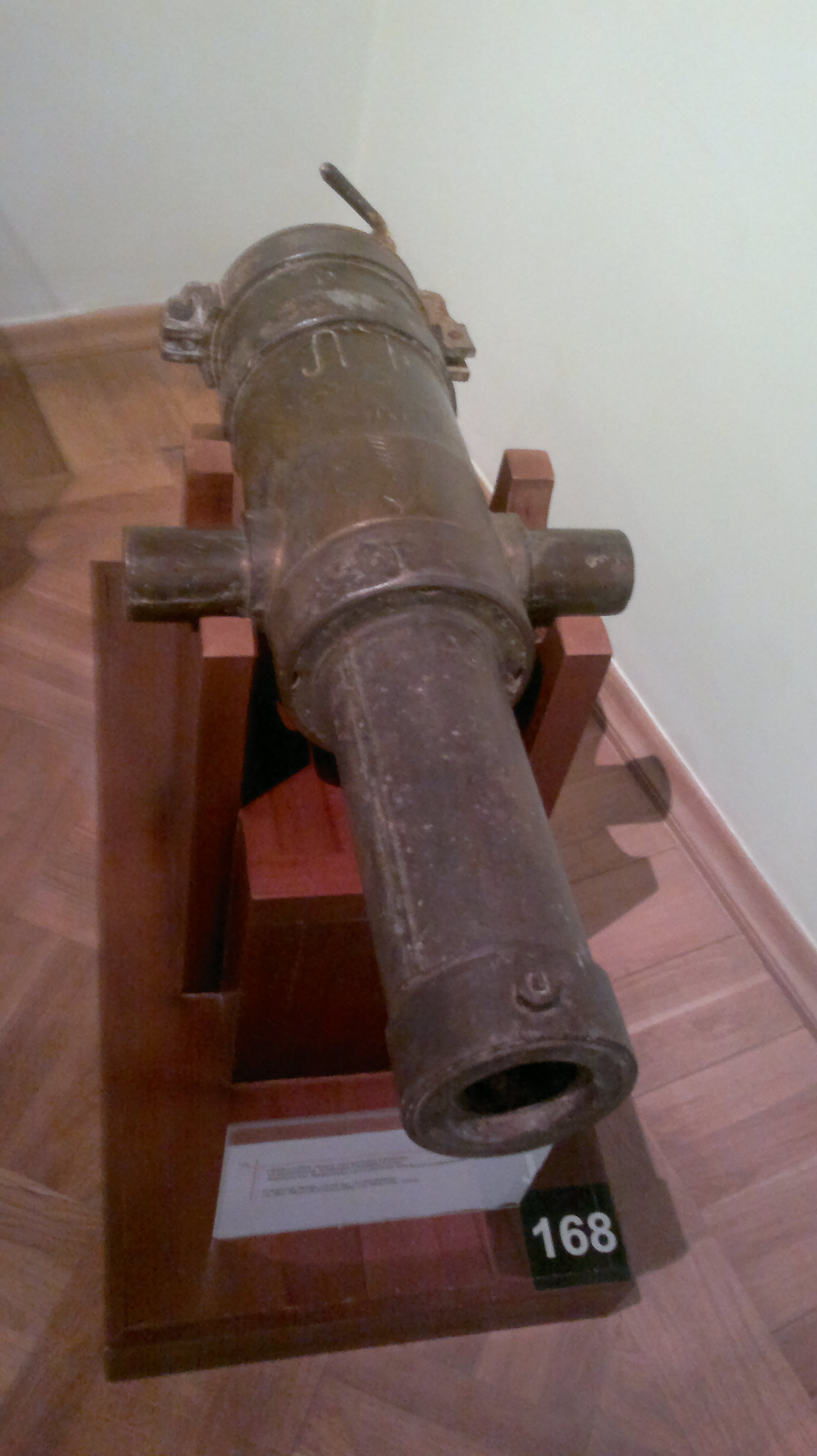
Дашнакська гармата, що брала участь у березневих боях 1918 року. Музей історії Азербайджану (Баку)

Вірменський національний комітет зі свого боку вживав заходів до того, щоб стримати вірменські маси від участі у сутичках. Але на відміну від нього комітет партії «Дашнакцутюн», який спочатку заявив про нейтралітет, після початку збройних сутичок виступив на боці більшовиків. У той же час деякі вірменські національні частини взяли участь у боях на боці Червоної Армії, лише коли перемога Червоної Армії була вже зрозумілою.
Бакинська рада спільно зі збройними формуваннями Дашнакцутюн, що її підтримали, розгорнула наступ на мусульманські квартали. Для бомбардування тих кварталів використовувались аероплани, а два кораблі Каспійської флотилії обстрілювали їх з моря. У зайнятих мусульманських кварталах відбувались грабежі та вбивства мирних мусульман, у тому числі жінок і дітей. Займались цим переважно вірменські збройні формування. Погано озброєні й організовані мусульманські формування були неспроможні стримати натиск об'єднаних формувань більшовиків і дашнаків та попрохали про перемир'я.
Утворений Бакинською радою Комітет Революційної оборони висунув партії Мусават ультиматум, у якому містились такі умови:
1. Відкрите й безумовне визнання Бакинської ради єдиною владою, й абсолютне підкорення всім його наказам;
2. Виведення з території Баку азербайджанської «Дикої дивізії»;
3. Відкриття сполучення на залізниці Баку — Тифліс і Баку — Петровськ.

Увечері 31 (19) березня керівництво «Мусават» повідомило Виконавчий комітет Бакинської ради про прийняття всіх умов висунутого ультиматуму, а наступного дня, вранці 1 квітня (20 березня) на азербайджанських будинках Баку з'явились білі прапори.

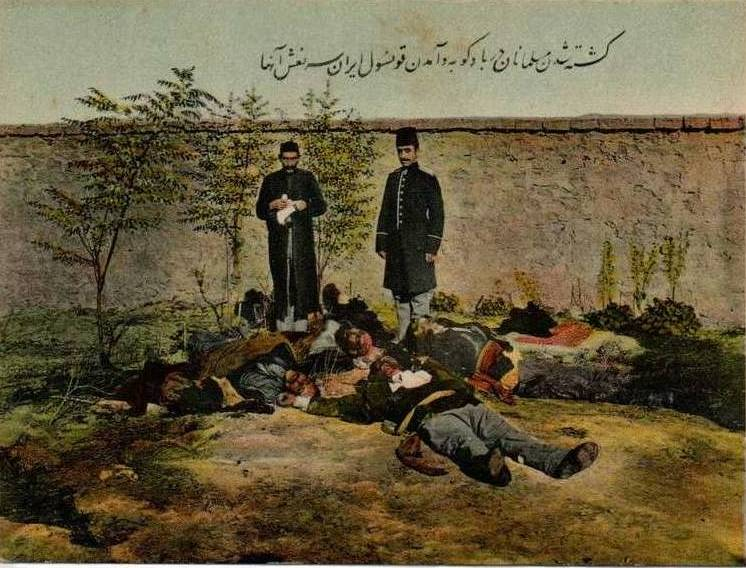
«Мусульмани, вбиті у Баку і консул, який прибув, щоб побачити їхні тіла». Іранська поштова листівка

Однак після прийняття ультиматуму, збройні формування дашнаків влаштували грабежі, підпали та вбивства в мусульманських кварталах міста.
Об 11 годині ранку 2 квітня (21 березня) 1918 року керівництво Бакинської ради офіційно погодилось на перемир'я з азербайджанцями, однак убивства та грабежі в азербайджанських кварталах тривали до 5 квітня (24 березня) 1918 року. Почався масовий вихід мусульманського населення з міста. За словами британського віце-консула в Баку майора Макдоннела в місті «не лишилось жодного важливого мусульманина».

## Наслідки
Шаумян вважав березневі події тріумфом радянської влади на Південному Кавказі.

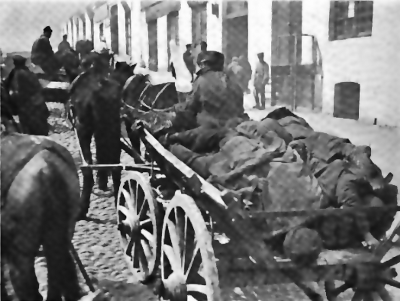
Очищення вулиць Баку від убитих. Березень, 1918

За словами американського історика Тадеуша Свентоховського, «у своєму ентузіазмі Шаумян можливо забув, що 1905 року він сам звинувачував царизм у тому, що той користувався плодами вірменсько-мусульманської різанини. Сумнівно, щоб він, на відміну від азербайджанців, помітив якусь схожість».
За словами Фіруза Каземзаде, Рада спровокувала громадянську війну в надії знищити владу свого найвпливовішого противника, партії Мусават. Однак коли Рада звернулась по допомогу до Дашнакцутюн у боротьбі з азербайджанськими націоналістами, громадянська війна переросла в різанину, й вірмени почали вбивати мусульман незалежно від їхньої політичної приналежності чи соціального й економічного становища.

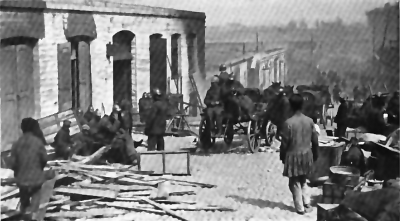
Наслідки різанини в азербайджанському кварталі Баку. Березень, 1918

Більшовики відкрито визнали свою нездатність попередити влаштовані дашнакськими формуваннями антимусульманські погроми, що поширились і на найближчі міста й села. Однак, з іншого боку, глава компартії Азербайджану Нуруллаєв пізніше відзначав, що під час березневих подій одним з видатних революційних діячів Азербайджану та членом Ради Мешаді Азізбековим були утворені «комітети порятунку», завдяки яким удалось врятувати тисячі азербайджанців, причому він також зміг захистити від підпалу та руйнування фабрику Тагиєва.
2007 року під час будівництва в місті Куба стадіону було виявлено масове поховання. Відповідно до досліджень азербайджанських вчених виявлені там людські рештки належать місцевим жителям різних національностей, що 1918 року зазнали масової різанини. Нині виявлено 400 решток, включаючи близько 50 дитячих і 100 жіночих.
За різними оцінками під час березневих подій тільки в Баку загинули від 3 до 12 тисяч осіб. З урахуванням числа жертв, березневі події були одним з найкривавіших епізодів встановлення більшовицької влади. За словами Тадеуша Свентоховського, у розумах азербайджанців Бакинська комуна стала гірким символом більшовицько-вірменської змови, народженої в кривавій лазні березневих подій. Ті події призвели до відчуження мусульманських мас від більшовиків, влада яких виявилась нетривалою. У липні 1918 року влада в Баку перейшла до Диктатури Центрокаспію, а бакинські комісари були змушені тікати до Красноводська, де вони були розстріляні разом з місцевими есерами. Диктатура Центрокаспію також трималась недовго, і в вересні 1918 року уряд АДР встановив контроль над містом в результаті битви за Баку.